# 특징 학습
특징 학습(feature learning) 또는 표현 학습(representation learning)은 특징을 자동으로 추출할 수 있도록 학습하는 과정이다. 지도 학습과 비지도 학습으로 나눌 수 있다.
특징 학습은 통계적 분류와 같은 머신 러닝 과제가 수학적으로나 컴퓨터상에서 처리하기 편리한 입력을 종종 요구하기 때문에 필요하다. 그러나 특정한 특징을 알고리즘으로 정의하려는 시도는 사진, 영상, 감각 데이터와 같은 실제 세계의 데이터에 대해서는 어려움을 겪었다. 이에 대한 대안으로 명시적인 알고리즘에 의존하지 않고 이러한 특징들을 검사를 통해 발견하는 것이 제안되었다.
특징 학습에는 지도, 비지도, 자기지도 학습이 있다.
- 지도 학습은 레이블이 있는 입력값을 사용하여 특징을 학습하는 것이다. 레이블이 지정된 데이터는 입력-레이블 쌍을 포함하고 있으며 정답으로 실측 자료 레이블을 내놓아야 한다.[1] 지도 학습은 높은 레이블 예측 정확도를 가져오는 모델로 특징 표현을 생성하는 데 활용할 수 있다. 응용의 예시로는 인공 신경망, 다층 퍼셉트론, 사전 학습이 있다.
- 비지도 학습은 레이블이 없는 데이터를 이용하여 데이터 간의 관계를 분석하는 방식으로 특징을 학습한다.[2] 사전 학습, 독립 성분 분석, 행렬 분해,[3] 다양한 형태의 클러스터 분석이 여기 포함된다.[4][5][6]
- 자기지도 학습에서 특징은 비지도 학습처럼 레이블이 없는 데이터를 사용하여 학습된다. 그러나 입력-레이블 쌍은 각 데이터 지점에서 만들어져, 기울기 하강과 같은 지도 학습법을 통해 데이터 구조를 학습할 수 있게 된다.[7] 고전적인 예시로는 워드 임베딩, 오토인코더가 있다.[8][9] 자기지도 학습은 합성곱 신경망이나 변환기 등의 심층 신경망을 통해 많은 분야에 응용되어 왔다.[7]

## 같이 보기
- AutoML
- 딥 러닝
- 워드 임베딩
- 벡터 양자화
- 변분 오토인코더